# Зелем (Доња Саксонија)
Зелем (њем. Sehlem) град је у њемачкој савезној држави Доња Саксонија. Једно је од 40 општинских средишта округа Хилдесхајм. Према процјени из 2010. у граду је живјело 981 становника. Посједује регионалну шифру (AGS) 3254030.

## Географски и демографски подаци
Зелем се налази у савезној држави Доња Саксонија у округу Хилдесхајм. Град се налази на надморској висини од 140 метара. Површина општине износи 12,8 km². У самом граду је, према процјени из 2010. године, живјело 981 становника. Просјечна густина становништва износи 77 становника/km².